# Колтубановська селищна рада
Колтуба́новська селищна рада (рос. Колтубановский поселковый совет) — сільське поселення у складі Бузулуцького району Оренбурзької області Росії.
Адміністративний центр — селище Колтубановський.

## Історія
2013 року ліквідована Борова сільська рада (селища Єлшанський, Заповідний, Опитний, Паника, Партизанський), територія увійшла до складу Колтубановської селради.

## Населення
Населення — 3550 осіб (2019; 3866 в 2010, 4324 у 2002).

## Склад
До складу селищної ради входять:
| Населений пункт         | Населення, осіб (2002) | Населення, осіб (2010) |
| ----------------------- | ---------------------- | ---------------------- |
| Єлшанський, селище      | 85                     | 72                     |
| Заповідний, селище      | 79                     | 57                     |
| Колтубановський, селище | 3852                   | 3450                   |
| Опитний, селище         | 72                     | 57                     |
| Паника, селище          | 93                     | 74                     |
| Партизанський, селище   | 143                    | 156                    |